# AEGON Pro Series Wrexham 2 2011
L'AEGON Pro Series Wrexham 2 2011 è stato un torneo professionistico di tennis femminile giocato sul cemento. È stata la 2ª edizione del torneo, che fa parte dell'ITF Women's Circuit nell'ambito dell'ITF Women's Circuit 2011. Si è giocato a Wrexham in Gran Bretagna dal 18 al 24 luglio 2011.

## Partecipanti

### Teste di serie
| Nazionalità | Giocatrice      | Ranking* | Testa di serie |
| ----------- | --------------- | -------- | -------------- |
| Regno Unito | Naomi Broady    | 218      | 1              |
| Slovacchia  | Lenka Wienerová | 236      | 2              |
| Russia      | Marta Sirotkina | 266      | 3              |
| Regno Unito | Melanie South   | 269      | 4              |
| Giappone    | Shiho Akita     | 279      | 5              |
| Germania    | Sarah Gronert   | 294      | 6              |
| Lituania    | Lina Stančiūtė  | 327      | 7              |
| Regno Unito | Tara Moore      | 340      | 8              |

- Ranking all'11 luglio 2011.

### Altre partecipanti
Giocatrici che hanno ricevuto una wild card:
- Yasmin Clarke
- Francesca Stephenson
- Samantha Vickers
- Alexandra Walker

Giocatrici che sono passate dalle qualificazioni:
- Alicia Barnett
- Amy Bowtell
- Emily Dunne
- Malou Ejdesgaard
- Francesca Lewis
- Abbi Melrose
- Noel Scott
- Natasha Starling

## Campionesse

### Singolare
Sarah Gronert ha battuto in finale  Lenka Wienerová, 6–4, 6–4

### Doppio
Anna Fitzpatrick /  Jade Windley hanno battuto in finale  Melanie South /  Lenka Wienerová, 6–2, 4–6, [10–3]